# Gloria Wekker
Gloria Daisy Wekker (Paramaribo, 13 juni 1950) is een Surinaams-Nederlandse antropologe, gespecialiseerd in genderstudies, Caribische studies, en de bestudering van seksualiteit, etniciteit, postkolonialisme en kritische rassentheorie. Wekker staat bekend om haar werk over racisme in Nederland en intersectioneel denken in het feminisme. Zij is emeritus hoogleraar sociale en culturele antropologie aan de Universiteit Utrecht.

## Biografie
Wekker werd geboren in Paramaribo en verhuisde in 1951 met haar familie naar Nederland. Ze groeide op in Tilburg. Wekker begon in Nijmegen aan een studie rechten, maar ging uiteindelijk culturele antropologie studeren aan de Universiteit van Amsterdam. In 1981 behaalde ze haar doctoraal, met als specialisaties het Caribisch gebied, vrouwenstudies en klinische psychologie.
Wekker was betrokken bij het activisme van de tweede feministische golf. In 1984 richtte zij samen met Tania Leon, Tineke Sumter en José Maas Sister Outsider op, een actiegroep voor zwarte, migranten- en vluchtelingenvrouwen die van vrouwen houden. Sister Outsider was vernoemd naar de gelijknamige essaybundel van de Amerikaanse feministe en schrijfster Audre Lorde. De actiegroep werd in 1987 opgeheven.

### Carrière
Wekker werkte als beleidsmedewerker op het gebied van minderheden bij het Ministerie van Welzijn, Volksgezondheid en Cultuur (vanaf 1981) en bij de gemeente Amsterdam (vanaf 1984).
Vanaf 1987 was ze promovendus aan de Universiteit van Californië in Los Angeles, waar ze in 1992 haar Ph.D.-graad behaalde met haar thesis I am gold money (I pass through all hands, but I do not lose my value): The construction of selves, gender and sexualities in a female, working-class, Afro-Surinamese setting. Dit proefschrift werd in 1994 in het Nederlands uitgegeven onder de titel: Ik ben een gouden munt, ik ga door vele handen, maar verlies mijn waarde niet: subjectiviteit en seksualiteit van Creoolse volksklasse vrouwen in Paramaribo.
Vanaf 1994 werkte ze aan de Universiteit Utrecht bij de sectie genderstudies, waar ze in 2001 de eerste vrouwelijke hoogleraar van kleur werd. Zij bezette er de Aletta-leerstoel Gender en Etniciteit, een initiatief van het voormalige Internationaal Informatiecentrum en Archief voor de Vrouwenbeweging (IIAV), dat in 2013 opging in Atria, kennisinstituut voor emancipatie en vrouwengeschiedenis. Wekker werd tevens directeur van het expertisecentrum Gender, Etniciteit en Multiculturaliteit in het hoger onderwijs (GEM). In september 2012 ging zij vervroegd met emeritaat.
Ze werkte mee aan het boek Caleidoscopische visies : de zwarte, migranten- en vluchtelingenvrouwenbeweging in Nederland (8 maart 2001, Koninklijk Instituut voor de Tropen, Amsterdam, ISBN 9789068327137, heruitgave op 8 maart 2024, Mazirel Pers, Zutphen, ISBN 9789464563610), waarvoor zij met Nancy Jouwe en Maayke Botman de redactie voerde. De boekpresentatie vond op 17 mei 2024 plaats in de feministische en lhbt-boekhandel Savannah Bay in Utrecht, waar Jouwe, Wekker, Botman en Esther Captain werden geïnterviewd door winkeleigenaar Marischka Verbeek.

### Politiek
Bij de Tweede Kamerverkiezingen 2017 was Wekker verkiesbaar namens Artikel 1 (later hernoemd tot BIJ1). De partij haalde de kiesdrempel niet.
Ook was Wekker lijstduwer voor de Amsterdamse gemeenteraadsverkiezingen in 2018. BIJ1 behaalde één zetel in de gemeenteraad.
Wekker stond op de zestiende plaats van de kandidatenlijst van BIJ1 voor de Tweede Kamerverkiezingen 2021.

## Boeken en prijzen
Voor Politics of Passion: Women's Sexual Culture in the Afro-Surinamese diaspora, een studie naar Mati's in Suriname (vrouwen die seksuele relaties met andere vrouwen hebben, maar zich niet als lesbiennes identificeren) won Wekker in 2007 de Ruth Benedict-prijs van de Association of Queer Anthropology, een onderzoeksgroep binnen de American Anthropological Association.
Wekkers boek White Innocence: Paradoxes of Colonialism and Race (2016, vertaald als Witte onschuld: Paradoxen van kolonialisme en ras) was spraakmakend in de Nederlandse media. In het boek onderzoekt Wekker de rol die ras, met name witheid, en de gevolgen van de Nederlandse koloniale geschiedenis spelen in de hedendaagse Nederlandse maatschappij. Haar centrale stelling is dat het Nederlandse zelfbeeld hierover wordt gekenmerkt door een paradox: ras en racisme roepen heftige emoties op, terwijl het bestaan ervan tegelijkertijd wordt ontkend. Nederlanders zien zichzelf als "onschuldig" en "kleurenblind", terwijl volgens Wekker uit talloze voorbeelden blijkt dat racisme in de Nederlandse maatschappij aanwezig is. Volgens Wekker wil Nederland er niet aan herinnerd worden dat het bijna vierhonderd jaar lang een koloniaal rijk is geweest dat gebaseerd was op een racistisch wereldbeeld en heeft dit sporen nagelaten in ons "cultureel archief", een term van Edward Saïd die ze regelmatig gebruikt.
Naast haar activisme en haar dienstverband bij universiteiten schrijft Wekker ook gedichten en proza.
In 2017 werd haar de Joke Smit-prijs toegekend, 'vanwege haar langdurige strijd voor de verbetering van de positie van zwarte vrouwen in Nederland'. In dat jaar werd ook de Black Achievement Award aan haar toegekend.
Wekker werd in september 2022 uitgeroepen tot 'Woman of the Week' door Harper's Bazaar en in november 2022 won ze 'Woman of the Year' in de categorie 'oeuvre'.

## Kritiek
Wekkers publicaties en denkbeelden zijn niet onomstreden. Critici laken vooral het in hun ogen onwetenschappelijke karakter van haar werk en zijn van mening dat ze niet genuanceerd genoeg is. Zo schreef Carel Peeters naar aanleiding van Wekkers boek Witte onschuld in Vrij Nederland: "Maar de 'case studies' die Wekker geeft om alledaags en structureel racisme mee te illustreren en te analyseren zijn weinig solide" en "Wekker ziet overal structureel racisme. Ze denkt voortdurend in termen van 'ras'".
In een essay over de invloed van etnisch-culturele factoren bij problemen met migratie en criminaliteit stelt Herman Vuijsje dat Gloria Wekker in haar boek Witte onschuld vrouwelijke genitale verminking (door Vuijsje in dit essay 'meisjesbesnijdenis' genoemd) opvoert als een favoriet onderwerp van witte (blanke) mannen die zwarte vrouwelijke seksualiteit willen beheersen, en niet als een aspect van een te betreuren cultuur waarin vrouwen niet alleen slachtoffer maar ook dader zijn. Volgens Vuijsje zet Wekker de kritiek van Ayaan Hirsi Ali op deze cultuur neer als een vrijbrief voor seksueel racisme, en zwijgt zij over de al te tastbare gevolgen van deze in zijn ogen cultureel bepaalde misogynie omdat daarin geen racisme en geen 'witte' schuld kan worden geconstrueerd.
In 2020 schreef hoogleraar psychologie Han van der Maas over de wetenschapsopvatting van Wekker: "Wekker en anderen willen de moderne, naar objectieve kennis strevende, wetenschap vervangen door een relativistische wetenschap die naar mijn idee riskante parallellen vertoont met het Trumpiaanse denken. De behandeling van feiten als willekeurig te kiezen standpunten in het debat – een soort van 'alternative facts' – is zeer onwenselijk."

## Publicaties
Onderstaand is een selectie van publicaties waarvan Gloria Wekker de hoofdauteur is:
- Oog in oog. Over het werk van Audre Lorde. Uitgegeven in Utrecht door Savannah Bay in 1986, geen ISBN
- (en)   'Coming in from the cold': linguistic and socio-cultural aspects of the translation of Black English Vernacular literary texts into Surinamese Dutch. Samen met haar oudere broer Herman geschreven, uitgegeven in Leiden door vakgroep Engels in 1990
- (en)  I am gold money (I pass through all hands, but I do not lose my value): the construction of selves, gender and sexualities in a female working class, Afro-Surinamese setting (Ph.D.). University of California, Los Angeles in 1992
- Ik ben een gouden munt, ik ga door vele handen, maar verlies mijn waarde niet: subjectiviteit en seksualiteit van Creoolse volksklasse vrouwen in Paramaribo. Vertaald en uitgegeven in Amsterdam door VITA in 1994
- (en)  Of mimic men and unruly women: exploring sexuality and gender in Surinamese family systems. Cave Hill, Barbados: University of the West Indies, in 2001
- Nesten bouwen op een winderige plek: denken over gender en etniciteit in Nederland. Uitgegeven door Universiteit Utrecht, Faculteit der Letteren in 2002, ISBN 978-907-6-91223-3
- (en)  The Politics of Passion: Women's Sexual Culture in the Afro-Surinamese Diaspora. Uitgegeven in New York door Columbia University Press in 2006, ISBN 978-0-231-13162-9
- (en)  White Innocence: Paradoxes of Colonialism and Race.[31] Uitgegeven in Durham (North Carolina) door Duke University Press in 2016, ISBN 978-0-8223-6059-9
- Witte onschuld. Paradoxen van kolonialisme en ras.[32] Vertaald door Menno Grootveld en uitgegeven door Amsterdam University Press in november 2017, ISBN 9789462984776

Onderstaand is een selectie van publicaties waaraan Gloria Wekker heeft meegeschreven;
- (en)  "One finger does not drink okra soup: Afro-Surinamese women and critical agency". Feminist genealogies, colonial legacies, democratic futures. New York door uitgever Routledge in 1997, pagina 330 t/m 352
- (en)  "Thamyris". Feminist genealogies, colonial legacies, democratic futures, uitgegeven in Leiden door Brill Publishers in 1998, pagina 105 t/m 129
- (en)  "Mati-ism and black lesbianism: two idealtypical expressions of female homosexuality in black commnunities of the diaspora". In Constantine-Simms, Delroy. The Greatest Taboo: Homosexuality in Black Communities. Uitgegeven in Los Angeles (Californië) door Alyson Books in 2001, pagina 149 t/m 162. ISBN 978-1-55583-564-4
- (en)  Hoofdstuk "Afro-Surinamese women's sexual culture and the long shadows of the past" in: Sexuality, Social Exclusion & Human Rights. Vulnerability in the Caribbean Context of HIV. Hoofdauteurs: Christine Barrow, Marjen de Bruin en Robert Carr. Uitgegeven in Kingston (Jamaica) door Ian Randle Publishers, 2009, pagina192 t/m 214. ISBN 978-976-637-395-5

## Trivia
- Wekkers oudere broer Herman Wekker was hoogleraar Engels aan de Rijksuniversiteit Groningen.

- Bibsys: 6045596
- CiNii: DA16246429
- Digitale Bibliotheek voor de Nederlandse Letteren: wekk001
- Gemeinsame Normdatei: 1056339691
- International Standard Name Identifier: 0000 0000 3548 6603
- Library of Congress Control Number: n97114236
- NARCIS: PRS1286318
- Nationale Bibliotheek van Tsjechië: jo2017965594
- Nationale Bibliotheek van Israël: 987007330858805171
- Nederlandse Thesaurus van Auteursnamen: 074734768
- Parlement.com: virkj2gbdwyj
- Réseau des bibliothèques de Suisse occidentale: 02-A026537937
- Système universitaire de documentation: 148934293
- Virtual International Authority File: 212738596
- WorldCat: E39PBJxRBP9PHfP9jhYd33gYfq